# Mukesh Ambani

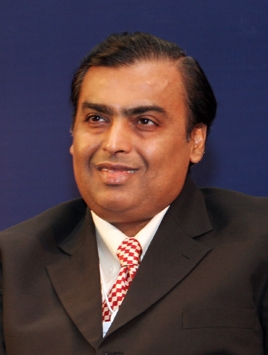
Mukesh Ambani (2007)

Mukesh Dhirubhai Ambani (* 19. April 1957 in Aden, Jemen) ist ein indischer Unternehmer und Vorstandsvorsitzender des Konglomerats Reliance Industries. Mit einem Vermögen von 102,4 Milliarden Dollar steht Ambani 2024 auf Platz 11 in der The World's Billionaires-Liste des Forbes Magazine.

## Familie
Mukesh Ambani und Anil Ambani sind die Söhne des Firmengründers von Reliance, Dhirajlal Hirachand Ambani und seiner Frau Kokilaben Ambani. Kokilaben stammt aus Jamnagar, wo sie 1924 geboren wurde. Er selbst ist seit 1985 mit Nita Delal verheiratet und hat drei Kinder. Weiter hat er zwei Schwestern, eine davon Nina Kothari, die seit 2003 mit Javagreen eine eigene Kette von Kaffeehäusern führt und mittlerweile auch in andere Geschäftsfelder wie Zucker und Petrochemie expandierte. Sie war mit dem Geschäftsmann Bhadrashyam Kothari verheiratet, der aber verstorben ist. Die andere Schwester, Dipti Salgoacar, führt mit ihrem Ehemann die NGO Sunaparanta, Goa Centre for the Arts.

## Karriere
Ambani schloss 1979 sein Studium des Chemieingenieurwesens mit einem Bachelor der University of Bombay ab, danach besuchte er von 1979 bis 1980 die Stanford Business School. Dort belegte er den MBA-Studiengang, schloss diesen jedoch nicht ab. Seit 1981 arbeitet er bei Reliance, wo er als Chemieingenieur den Aufbau der Petrochemie in Patalganga beaufsichtigte. Im Jahre 2002, nach dem Tod seines Vaters, übernahm Mukesh den Vorstandsvorsitz; sein Bruder Anil wurde stellvertretender Vorstandsvorsitzender. Doch hinterließ ihr Vater kein Testament und es kam eine Familienfehde bezüglich des Erbes auf. Durch die Vermittlung ihrer Mutter Kokilaben Ambani teilten die beiden Brüder Reliance 2006 in zwei Teile. Mukesh bekam die Teile Petrochemie, Öl und Gas, sein Bruder Anil die Telekommunikation, Energie und Finanzdienstleistungen. Darüber hinaus vereinbarten sie, dass sie nicht gegeneinander in Konkurrenz treten werden. Seitdem transformierte Mukesh Ambani das Textil-, Öl- und Energieunternehmen in ein ausgedehntes Konglomerat, zu dem unter anderem Einzelhandelsgeschäfte, Lebensmittel, Elektronik, ein Mobilfunk- und Breitbandanbieter und digitale Plattform-Unternehmen gehören. Im Jahre 2010 beendeten die Brüder ihr Abkommen, in welchem sie vereinbarten, nicht gegeneinander in Konkurrenz zu treten, worauf Mukesh bald den kleineren Telekommunikationsanbieter Infotel Broadband aufkaufte. Im Jahre 2013 ließ er Infotel in Jio umbenennen.

## Vermögen
Man findet ihn seit dem Jahr 2007 auch in der Liste der reichsten Menschen der Welt vom Forbes Magazine. 2010 führt ihn diese mit einem geschätzten Vermögen von 29 Mrd. US-Dollar auf Platz 4. Aufgrund stark gestiegener Börsenkurse der von ihm gehaltenen Aktien war er Presseberichten zufolge im Oktober 2007 mit einem Vermögen von 25,2 Milliarden US-Dollar reichster Mensch der Welt. Im Jahr 2016 stand er mit einem Gesamtvermögen von 20,6 Milliarden US-Dollar auf Platz 36 der Forbes-Liste der reichsten Menschen der Welt und war damit Indiens reichste Person. 2021 belegte er auf dieser Liste Rang 10 mit einem Vermögen von geschätzten 84,5 Milliarden US-Dollar.

## Ehrungen
2016 wurde Ambani in die United States National Academy of Engineering gewählt und erhielt die Othmer-Goldmedaille. Von seiner Alma Mater dem Institute of Chemical Technology in Mumbai wurde ihm 2015 eine Ehrendoktorwürde verliehen. Eine weitere wurde ihm von der Maharaja Sayajirao University in Baroda im Jahr 2007 verliehen.

## Antilia

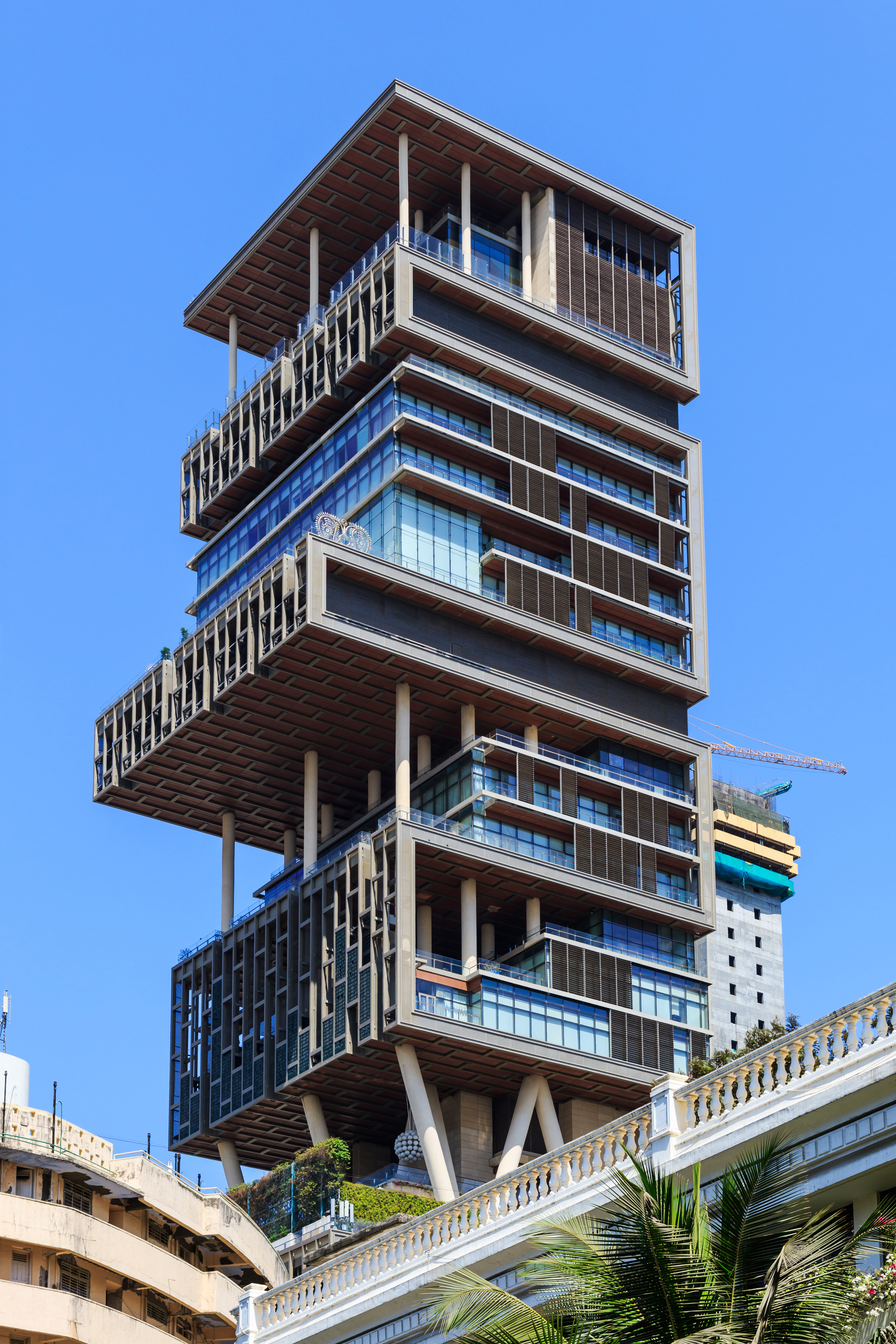
Antilia von der Pedder Road aus gesehen

Mukesh Ambani wohnte über Jahre zusammen mit seinen Eltern und seinem Bruder in einem siebzehnstöckigen Hochhaus „Sea Wind“ in Mumbai. Im Jahre 2011 bezog Ambani sein Privathaus „Antilia“ im Zentrum Mumbais. Das Haus ist 173 Meter hoch und bietet auf 27 Etagen 37.000 Quadratmeter Platz. Enthalten sind unter anderem eine Privatklinik sowie die Autosammlung Ambanis, für die eigens sechs Etagen vorgesehen sind. Nach Angaben eines Sprechers Ambanis liegen die Baukosten bei 50 bis 70 Millionen US-Dollar. Der Name Antilia bezieht sich auf die mythische Insel Antilia.

## Sonstiges
Die Kosten der Hochzeit seiner Tochter, die indischer Tradition gemäß die Familie der Braut übernehmen muss, betrugen 2018 rund 100 Millionen Dollar.
Vor seinem Anwesen Antilia fand man im Februar 2021 ein Auto voll mit Sprengstoff und einem Drohbrief gegen Mukesh und Nita Ambani.
Anlässlich der für den Sommer 2024 geplanten Hochzeit seines Sohns lud Ambani im Februar 50.000 Bewohner seiner Heimstadt Jamnagar zu einem Essen ein. Die Hochzeit soll laut Berichten eine Milliarde Dollar gekostet haben und dauerte mehrere Monate. Eingeladen waren zahlreiche Stars wie Justin Bieber, Rihanna und Katy Perry, aber auch Mark Zuckerberg und Bill Gates.